# Leslie Irvin
Leslie „Joe Goebbels” Irvin (n. 2 aprilie 1924, Indiana, SUA – d. 9 noiembrie 1983, Indiana, SUA) a fost un criminal în serie american, ale cărui crime din anii 1950 au semănat teroare printre locuitorii din sud-vestul statului Indiana. Cazul său, ajuns în fața Curții Supreme, a stabilit un precedent important pentru garantarea unui proces echitabil, chiar și în condițiile unei mediatizări intense înainte de judecată.

## Crime
Irvin a fost arestat pentru șase crime comise în patru incidente separate. Seria de omoruri a început la 2 decembrie 1954 și s-a încheiat la 28 martie 1955. Crimele au avut loc în comitatele Vanderburgh și Posey din Indiana, precum și în comitatul Henderson din Kentucky. Victimele au fost următoarele:
- 2 decembrie 1954: Mary Holland, 33 de ani. Împușcată în cap de la mică distanță la locul de muncă. Era însărcinată în trei luni. Motiv: Jaf.
- 23 decembrie 1954: Wesley Kerr, 29 de ani. Împușcat în cap de la mică distanță la locul de muncă. Motiv: jaf.
- 21 martie 1955: Wilhelmina Sailer, 47 de ani, Mt. Vernon, Indiana. Casnică, ucisă acasă. Împușcată în cap. Motiv: spargere.
- 28 martie 1955: Goebel Duncan, 51 de ani, Henderson, Kentucky. Motiv: spargere.
  - Raymond Duncan, 29 de ani, fiul lui Goebel.
  - Maple Elizabeth Duncan, 20 de ani, soția lui Dorris Ray (fratele lui Raymond).

În ultimul incident, soția lui Goebel, Mamie, a fost împușcată, dar a supraviețuit, rămânând orbă definitiv. Elizabeth avea o fiică de doi ani, care a fost cruțată.
În legătură cu mărturisirea pe care poliția a susținut că a obținut de la Irvin, acesta ar fi recunoscut peste douăzeci de spargeri și jafuri.
Irvin avea un trecut infracțional: fusese condamnat între 10 și 20 de ani pentru jaf armat în Indianapolis în 1945, a ispășit 9 ani din pedeapsă și s-a mutat în Evansville în mai 1954.

## Capturarea
Irvin a devenit suspect după ce cineva și-a amintit că a văzut mașina sa pe proprietatea familiei Duncan cu puțin timp înainte de crime. Acest indiciu a dus la arestarea lui. Ulterior, au fost descoperite arme și unele bunuri furate care îl legau de una dintre crime.

## Procese și apel
După unele negocieri între Kentucky și Indiana cu privire la care dintre cele două state ar trebui să îl judece pe Irvin primul, s-a decis să se înceapă cu procesul pentru crima lui Kerr.  
Mediatizarea dinaintea procesului a fost considerată o problemă din start. Avocatul numit pentru Irvin a solicitat imediat schimbarea locului procesului din comitatul Vanderburgh, argumentând dificultatea de a găsi un juriu imparțial. Cererea a fost aprobată, dar doar către comitatul învecinat, Gibson County. Nouăzeci și cinci la sută dintre gospodăriile din Gibson County primeau ziare cu articole despre caz, iar zona era acoperită cu reportaje radio și de televiziune. În revizuirea cazului de către Curtea Supremă, judecătorul Frankfurter a subliniat în mod special „critica la adresa „colaborării” procurorului districtual cu campania mediatică” legată de arestare și proces.
Pe parcursul examinării voir dire, care a durat aproximativ patru săptămâni, petiționarul a depus încă două cereri de schimbare a locului de desfășurare a procesului și opt cereri de amânare. Toate au fost respinse. Dintre cei 430 de jurați potențiali, 268 au fost excluși pentru că aveau opinii ferme despre vinovăția lui Irvin, 103 au fost excluși din cauza opoziției lor față de pedeapsa capitală, iar alții au fost respinși de acuzare, apărare sau din motive personale. Dintre cei doisprezece jurați selectați, opt au intrat în proces crezând că Irvin era vinovat.  
În timpul procesului, Irvin a fost condus în sala de judecată cu ceva ce semăna cu un lanț pentru câini. Din acest motiv, dar și din cauza cruzimii crimelor comise, presa l-a numit de atunci „Mad Dog”(Câinele Turbat). Mai mult, procurorul l-a numit „Câinele Turbat” în declarația sa sa finală. Irvin a fost găsit vinovat de omor de gradul întâi pentru uciderea lui Wesley Kerr și condamnat la moarte.
Irvin a evadat din închisoarea comitatului Gibson, Princeton, Indiana, la 20 ianuarie 1956. A reușit acest lucru fabricând chei folosind coperte de romane de buzunar, folie de aluminiu și clei. A fugit spre Vest, dar pe 9 februarie 1956 a fost arestat în San Francisco, în timp ce încerca să amaneteze câteva inele furate într-o spargere din Los Angeles.
După mai multe etape procedurale, Irvin a ajuns în fața Curții Supreme a Statelor Unite, invocând o încălcare a Amendamentului al 6-lea, susținând că nu a fost judecat de un juriu imparțial din cauza mediatizării intense dinaintea procesului. La 5 iunie 1961, Curtea Supremă i-a anulat condamnarea. A fost prima condamnare statală anulată în principal din cauza publicității prejudiciabile.
- Pretenția constituțională a apărut astfel: „Șase crime au fost comise în apropierea orașului Evansville, Indiana, două în decembrie 1954 și patru în martie 1955. Crimele, intens mediatizate în zonă, au stârnit o mare agitație și indignare în întregul comitat Vanderburgh, unde se află Evansville, precum și în comitatul vecin Gibson, o zonă rurală cu aproximativ 30.000 de locuitori. Petentul a fost arestat pe 8 aprilie 1955. La scurt timp după aceea, procurorul comitatului Vanderburgh și oficialii poliției din Evansville au emis comunicate de presă, intens mediatizate, în care afirmau că petentul a mărturisit cele șase crime. Curând, Marele Juriu al comitatului Vanderburgh l-a pus sub acuzare pe petent pentru crima care a dus la condamnarea sa, respectiv uciderea lui Whitney Wesley Kerr, presupus comisă în comitatul Vanderburgh la 23 decembrie 1954. Avocatul numit pentru apărarea petentului a solicitat imediat schimbarea locului procesului din comitatul Vanderburgh, cerere care a fost aprobată, însă procesul a fost mutat în comitatul vecin, Gibson. Susținând că publicitatea larg răspândită și inflamatoare a prejudiciat grav și locuitorii din comitatul Gibson împotriva petentului, avocatul a cerut, la 29 octombrie 1955, o altă schimbare a locului procesului, din comitatul Gibson într-un comitat suficient de îndepărtat de zona Evansville, astfel încât să nu fie afectată corectitudinea procesului. Cererea a fost respinsă, aparent din cauza faptului că legislația statului Indiana permite o singură schimbare a locului procesului.”

Irvin a fost rejudecat și condamnat pe 13 iunie 1962, de această dată primind o pedeapsă cu închisoarea pe viață. În închisoare, hobby-ul său era confecționarea de obiecte din piele lucrate manual. A murit la Penitenciarul de Stat din Indiana, în Michigan City, pe 9 noiembrie 1983, din cauza unui cancer pulmonar. Colegul său de celulă era James Michael Lineback Sr., închis pentru tentativă de omor.